# Informatyka techniczna
Informatyka techniczna – dawniej dział informatyki związany z obliczeniami inżynieryjno-technicznymi  (ang. technical computing), obecnie po zmianach wprowadzonych przez nową klasyfikację dziedzin i dyscyplin w roku 2018, znacznie szersze pojęcie, wykraczające poza termin angielski, jako składowa dyscypliny "informatyka techniczna i telekomunikacja" z dziedziny nauk inżynieryjno-technicznych. Dyscyplina "informatyka techniczna i telekomunikacja" jest powiązana z szeregiem kierunków studiów technicznych, w tym z kierunkami bezpośrednio kształcącymi w informatyce technicznej. Po poszerzeniu zakresu pojęciowego informatyki technicznej, przy braku polskiej tradycji stosowania tego określenia, pojawiły się propozycje utożsamienia jej z dziedziną technologii informatycznych (lub technologii informacyjnych, ang. information technology).

## Etymologia
W sierpniu 2005 grupa organizacji wokól ACM zaproponowała nazwę ogólnego programu nauczania computing, w którym wyróżniono pięć podstawowych specjalności: computer engineering (CE), computer science (CS), information systems (IS), information technology (IT), software engineering (SE). W grudniu 2017 podobna grupa organizacji zdefiniowała zakres specjalizacji information technology jako:  

naukę o systematycznym podejściu do wybierania, rozwijania, stosowania, integrowania i bezpiecznym administrowaniu technikami informatycznymi w celu umożliwienia użytkownikom  realizacji ich celów osobistych, organizacyjnych i społecznych.

W 2018 w Polsce zmieniono klasyfikację dziedzin i dyscyplin. Ustalono dyscyplinę w dziedzinie nauk inżynieryjno-technicznych – informatyka techniczna i telekomunikacja. Celem zmiany było wprowadzenie dyscypliny informatycznej w dziedzinie nauk inżynieryjno-technicznych, w odróżnieniu od dyscypliny Informatyka, która została przyporządkowana dziedzinie nauk ścisłych i przyrodniczych, oraz połączenie jej z telekomunikacją. Powstała w efekcie dyscyplina obejmuje bardzo szeroki zakres, łączący w sobie praktycznie wszystkie z pięciu specjalności informatycznych wymienionych we wzmiankowanym wyżej dokumencie ACM: od inżynierii komputerowej (CE), poprzez inżynierię oprogramowania (SE), aż do nauk dotyczących technologii informacyjnych (IT) oraz systemów informacyjnych (IS), z relatywnie najmniejszym udziałem zorientowanej na teorię informatyki (czystej) (CS). Do dyscypliny informatyka techniczna i telekomunikacja przyporządkowane zostały wszystkie kierunki informatyczne kształcące inżynierów, a więc w większości kierunki prowadzone na uczelniach technicznych. W efekcie tych zmian dyscyplina informatyka techniczna została powiązana z szeregiem kierunków studiów, od klasycznych: Informatyki i Informatyki Stosowanej, poprzez wiele innych związanych z różnymi specjalnościami informatycznymi, aż do kierunków bezpośrednio związanych z telekomunikacją, takich jak np. Teleinformatyka.

## Badania i przedmioty informatyki technicznej
Zakres badań oraz zakres nauczania informatyki technicznej jest znacznie szerszy niż zawarty w specjalizacji technologii informacyjnych (information technology), obejmując całość obecnych osiągnięć praktycznych informatyki z uzupełnieniem podstaw teoretycznych. Tym samym konieczne jest wybranie podzbioru tej wiedzy w określonej specjalności, dowolnie sformułowanych. Pośród znajdujących się poza obszarem technologii informacyjnych, wyróżniane są  trzy podstawowe:
- Inżynieria komputerowa (ang. computer engineering) – specjalność informatyki technicznej, zajmująca się architekturą, projektowaniem i działaniem systemów komputerowych, w tym projektowaniem, wytwarzaniem, integracją i eksploatacją sprzętu cyfrowego w sieciach  komputerowych oraz internetowych. Również projektowanie sprzętu sterowników dla systemów wbudowanych do automatyzacji procesów oraz zarządzanych przez internet (internet rzeczy IoT) wraz z odpowiednim oprogramowaniem podstawowym.

- Inżynieria oprogramowania (ang. software engineering) – specjalność informatyki technicznej stosująca podejście inżynierskie do tworzenia oprogramowania: od analizy i określenia wymagań, przez projektowanie i wdrożenie, aż do ewolucji gotowego oprogramowania.

- Systemy informacyjne (ang. information systems) – specjalność informatyki technicznej ukierunkowana na przetwarzanie, za pomocą procedur i modeli, informacji wejściowych w wyjściowe, w tym projektowanie, realizację i eksploatację baz danych z przetwarzaniem informacji. Obecnie również przetwarzanie i analiza gigadanych (Big Data) oraz nauka o danych (danologia).